# Folytassa, nővér!
Folytassa, nővér!, eredeti címe Carry On Nurse, 1959-ben bemutatott brit (angol) fekete-fehér filmvígjáték, a kórházi környezetben játszódó könnyed filmkomédia, a Gerald Thomas által rendezett Folytassa… filmsorozat második darabja. Főszereplői a sorozat későbbi rendszeres sztárjai közül Kenneth Williams, Kenneth Connor, Charles Hawtrey,  Hattie Jacques és Leslie Phillips. Az alkalmi szereplők közül megjelenik June Whitfield, Terence Longdon, Norman Rossington, Bill Owen, Shirley Eaton, később Bond-lány a Goldfingerben, Joan Hickson (a későbbi Miss Marple) és vendégszereplőként az ekkor már ismert és népszerű Wilfrid Hyde-White, a brit felső osztálybeli arrogáns úriember archetípusa. A film a korai Folytassa-filmekre még jellemző visszafogott, finom humorral készült, érzékeny filmes eszközökkel, harsány börleszk-jelenetek nélkül. A történet Patrick Cargill és Jack Beale színdarabjának, a Ring for Catty-nek adaptációja. A Folytassa… (Carry on) kifejezést a Folytassa, őrmester! sikerét látva tartották meg, ez aztán az egész Folytassa-„franchise” állandó védjegye lett.

## Cselekmény
Ted York újságírót (Terence Longdon) száguldó mentő viszi egy bébi-szépségversenyről a Haven kórház sebészeti osztályára, akut vakbélgyulladással. A portán a mentősök először meghallgatják a lóverseny-eredményeket, csak utána viszik be a beteget. A kórteremben Ted rögtön kiszúrja magának a csinos Dorothy Denton nővért (Shirley Eaton), aki finoman de határozottan tartja az illendő távolságot. A többi nővért szünet nélkül ugráltatja hívásaival a különszobában fekvő ezredes (Wilfrid Hyde-White), aki állandóan Micket, a takarítót (Harry Locke) keresi, akivel lóverseny-fogadásokat bonyolít.
Bernie Bishop bokszolót (Kenneth Connort) is behozzák, aki utolsó meccsén olyan erővel ütötte ki ellenfelét, hogy eltört a keze. Másnap az osztályos nővér (Joan Hickson) mozgósítja a nővéreket, tanulókat és a betegeket, hogy minden rendben legyen a szigorú főnővéri szemlére. Csak a kétbalkezes Dawson tanulónővér (Joan Sims) szerencsétlenkedik, ő megkapja szokásos letolását. A főnővér (Hattie Jacques) ellenőrzi a páciensek gyógyulását, még Mr. Hintonnal (Charles Hawtrey) is megpróbál szót érteni, aki állandóan zenét hallgat a fejhallgatóján, ezért se lát, se hall. A főnővér konfrontálódik az entellektüell tudóssal, Oliver Reckittel  (Kenneth Williams), aki lázadozik az értelmetlen, öncélú főnővéri rendszabályok ellen. Aznap nincsenek lóversenyfutamok, Mick és az ezredes egymással fogadnak, ki tudja pontosabban eltalálni, mikor végez körútjával a főnővér. Mick nyer öt schilliget, az ezredes felajánlja, hogy dobják fel, dupla vagy semmi, de Mick inkább elteszi, biztos, ami biztos. Tedet megműtik, magához tér az altatásból, és félig öntudatlanul magához öleli az éjszakai nővérkét. Denton nővér beavatkozik, és altatót ad Tednek. A rémült nővérkét kiokosítja, hogy éjszakás szolgálatban mindig legyen nála pár szem altató, felajzott férfibetegek számára.
Tedet meglátogatja főszerkesztője, és megrendel nála egy cikksorozatot a kórházi mindennapokról. Ted bele van esve Dawson nővérbe, aki viszont Stevens doktor után sóhajtozik, de a doktor nem viszonozza rajongását, mert a maga részéről az egyetlen női orvosra, Dr. Winnre (Leigh Madison) hajt. Bernie elszontyolodik, mert Stevens doktor figyelmezteti, műtött kezével több hónapig nem bokszolhat. Dawson tanulónővér csengetéssel akarja jelezni a látogatás végét, de véletlenül a tűzoltóságot hívja ki, emiatt ismét letolást kap.
A könyveit bújó Oliver Reckittet meglátogatja egy barátjának húga, Jill (Jill Ireland). Szemmel láthatóan buknak egymásra, de mindketten szemérmesen mellébeszélnek. Bernie noszogatja Olivert, vallja be érzéseit Jillnek. Bernie-t meglátogatja a menedzsere, Ginger és egy bokszoló sporttársa. Bemutatót tartanak Bernie-nek, hogyan kellene látványosabban bokszolnia, eközben a sporttárs véletlenül kiüti Gingert, aki kifekszik, orvost kell hívni hozzá. Dawson tanulónővér a tűzhelyen vízben forralva sterilizál néhány katétert, de az ezredes újabb csöngetése eltéríti, a katéterek odaégnek. A főnővér és az osztályos nővér megint leszidják Dawsont. Oliver szóvá teszi a főnővér értelmetlenül szigorú rendelkezéseit, és csakazértis ráfekszik a bevetett ágyra, ami tilos. A feldühített főnővér elrendeli, hogy minden ágyon cseréljék az ágyneműt. A letolást és a parancsot az osztályos nővér tovább adja Denton nővérnek, aki rátolja a tanuló nővérekre.
Új beteget vesznek fel, Jack Bellt (Leslie Phillips), akinek a bütykét kell leoperálni. Mindenki őt irigyli, mert a csinos Dr. Winn orvosnő fogja műteni. Jill ismét meglátogatja Olivert, szemmel láthatólag elolvadnak egymástól, Jill egy nugát-csokival kedveskedik Olivernek, aki azonban rosszul lesz tőle, a nővérek szaladgálnak hozzá vödörrel. Egy másik beteg, Mr Able panaszkodik, hogy hiányzik a felesége, emiatt nem tud aludni. Nyugtatókat kap, bár Denton nővér aggódik, hogy műtét után a gyógyszereknek váratlan mellékhatásai lehetnek. Able valóban bepörög, vihogó ámokfutást rendez a kórházban, a nővérek nem boldogulnak vele, végül Bernie az ép balkezével állcsúcson vágja, ettől a beteg elájul és megnyugszik.
Mr. Bell bütyökműtétjét elhalasztják, sürgősebb műtétek miatt. Nagyon elkeseredik, mert barátnőjével a műtét utánra már megszervezett egy romantikus hétvégét. Bánatában meghívja betegtársait arra a láda pezsgőre, amit a barátnő már előre behozott neki. Mindenki kellemesen berúg, a társaság elhatározza, hogy Mr. Bell bütykét saját hatáskörben eltávolítják, Oliver orvosi szakkönyveit felhasználva. Az éjszakai nővért gúzsba kötve ágyba dugják, ruháját Mr. Hinton ölti magára, és a helyére ül. A többiek bevonulnak a műtőbe, ahol Oliver késsel, fűrésszel komolyan nekikészül a műtétnek, a sebészi könyvből puskázva. A többiek a nyitva hagyott kéjgáztól szerteszét röhögcsélnek. Egy véletlenül arra járó nővér észreveszi, hogy baj van, kiszabadítja az éjszakást, és közösen megakadályozzák a további „műtétet”, még mielőtt valami baj történne.
A játékos kedvű ezredes egy nagy „L” betűt (a magyar „T”-nek, „tanulóvezető”-nek megfelelő táblát) ragaszt Dawson tanulónővér hátára. Ted megtudja, hogy Dorothy Denton nővér egy amerikai állást akar megpályázni, és megpróbálja lebeszélni erről. Jack Bell megfázott, tüsszög, elkülönítőbe teszik, bütyök-műtétjét újra elhalasztják. Oliver gyógyultan távozik, Jill-lel összeborulva. Bernie is hazaindul, felesége és kisfia jön be érte. Tedet is elbocsátják, zárójelentését az éles szemű osztályos nővér Dorothy Dawson nővérnek adja, hogy feltétlenül személyesen vigye utána. Ted rászánja magát és randevúra hívja Dorothyt, aki beleegyezik. A két tanulónővér, Dawson és Axwell móresre akarják tanítani az őket ugráltató ezredest, bejelentik neki, hogy anális hőmérőzést kell végezniük rajta. A szemlére érkező főnővér a lázmérő helyén egy nárciszt talál az ezredes ülepébe dugva. A nővérkék szerencséjére a főnővér remekül szórakozik a bizarr szituáción.

## Szereposztás
| Szerep                    | Színész            | Magyar hangja (1. szinkron) |
| ------------------------- | ------------------ | --------------------------- |
| Bernie Bishop             | Kenneth Connor     | Zenthe Ferenc               |
| Dorothy Denton nővér      | Shirley Eaton      | Kovács Nóra                 |
| Humphrey Hinton           | Charles Hawtrey    | Gera Zoltán                 |
| Főnővér                   | Hattie Jacques     | Tábori Nóra                 |
| Ted York újságíró         | Terence Longdon    | Gáti Oszkár                 |
| Percy „Perc” Hickson      | Bill Owen          | Verebes Károly              |
| Jack Bell, a „bütykös”    | Leslie Phillips    | Kaló Flórián                |
| Stella Dawson tanulónővér | Joan Sims          | Hacser Józsa                |
| Georgie Axwell nővér      | Susan Stephen      | Borbás Gabi                 |
| Oliver Reckitt, okos fiú  | Kenneth Williams   | Tahi Tóth László            |
| Ezredes                   | Wilfrid Hyde-White | Velenczey István            |
| Frances James nővér       | Susan Beaumont     | Balogh Emese                |
| Helen Lloyd               | Ann Firbank        | Földessy Margit             |
| Az osztályos nővér        | Joan Hickson       | N/A                         |
| Bert Able                 | Cyril Chamberlain  | Láng József                 |
| Mick, takarító és küldönc | Harry Locke        | Szatmári István             |
| Norm                      | Norman Rossington  | Szabó Ottó                  |
| Henry Bray                | Brian Oulton       | Horkai János                |
| Mrs. Jane Bishop          | Susan Shaw         | N/A                         |
| Jill Thompson             | Jill Ireland       | Detre Annamária             |
| Mrs. Madge Hickson        | Irene Handl        | Schubert Éva                |
| Ginger, bokszmenedzser    | Michael Medwin     | Harkányi Endre              |
| Dr. Winn orvosnő          | Leigh Madison      | N/A                         |
| Dr. Stephens sebész       | John Van Eyssen    | Bács Ferenc                 |
| Mrs. Alice Able           | Marianne Stone     | N/A                         |
| Nightingale tanulónővér   | Rosalind Knight    | Tóth Judit                  |
| Meg                       | June Whitfield     | Menszátor Magdolna          |
| Mrs. Rhoda Bray           | Hilda Fenemore     | Czigány Judit               |
| John Gray                 | Frank Forsyth      | N/A                         |
| Alec Lawrence             | Ed Devereaux       | N/A                         |
| Perkins                   | Martin Boddey      | Fillár István               |

## Érdekesség
Egy jelenetben Dawson nővérke (Joan Sims) megfürdeti Tedet (Terence Longdon). Egy vágóképben a férfi lábát mutatják, amint bent áll a fürdőkádban. Itt valójában Bernard Bresslaw lábát filmezték le, mert a rendező úgy gondolta, Longdon lába túl cingár. Ez volt első alkalom, hogy az óriás termetű Bresslaw „betette a lábát” a Folytassa-sorozatba, amelynek később jellegzetes karakterű, rendszeres szereplője lett.

## További információ
- Folytassa, nővér! a PORT.hu-n (magyarul)
- Folytassa, nővér! az Internetes Szinkronadatbázisban (magyarul)
- Folytassa, nővér! az Internet Movie Database-ben (angolul)
- Folytassa, nővér! a Box Office Mojón (angolul)
- Robert Ross. The Carry On Companion. London: B.T. Batsford (2002). ISBN 0-7134-8771-2
- Carry On Nurse (1959). The Whippit Inn (thewhippitinn.com). [2021. február 28-i dátummal az eredetiből archiválva]. (Hozzáférés: 2021. február 23.)
- Carry On Nurse (1959) (angol nyelven). Carry On Line (carryonline.com). [2021. május 12-i dátummal az eredetiből archiválva]. (Hozzáférés: 2021. február 23.)
- Carry On Nurse, 1959 British comedy film (angol nyelven). British Comedy Guide (comedy.co.uk). (Hozzáférés: 2021. február 23.)
- Folytassa, nővér! (1959), teljes film magyar szinkronnal. videa.hu. (Hozzáférés: 2021. február 23.)